# Need for Speed: Road Challenge
Need for Speed: Road Challenge lub Need for Speed: High Stakes (w skrócie: NFS 4: RC, NFS: RC, NFS: HS) – czwarta gra z serii Need for Speed. Gra została wydana przez Electronic Arts, oddział Seattle (później EA Games) w 1999 roku. Gra jest czwartą częścią serii Need for Speed.

## Rozgrywka
Gra daje zawodnikowi możliwość zasiadania za kierownicą różnych sportowych aut: od BMW Z3 i Mercedesa SLK 230 po McLarena F1 GTR i Mercedesa CLK GTR. Istnieje możliwość ich tuningowania (trzystopniowa w zestawach). W trybie Hot Pursuit występuje możliwość wcielenia się w stróżów prawa i egzekwowania przepisów ruchu drogowego od kierowców (do dyspozycji są policyjne wersje Porsche 911 Turbo, BMW M5 itd.).
Gra posiada dużo trybów (mistrzostwa, knockout, hot pursuit, tryb kariery, zwykły wyścig). Gra nawiązuje do poprzedniej części, istnieje techniczna możliwość odblokowania tras i samochodów z Need for Speed III: Hot Pursuit. Wygląd menu uległ nieznacznym zmianom w stosunku do poprzedniej części, poprawiono grafikę, dodano model zniszczeń. W grze dostępnych jest wiele tras (około dwudziestu) oraz samochodów (również około dwudziestu). Do gry można także ściągnąć dodatkowe samochody oraz trasy.

## Odbiór gry
Gra została dobrze przyjęta przez recenzentów, IGN oceniło grę na 8,8/10 w wersji na PlayStation oraz 7,5/10 w wersji na PC natomiast GameSpot wystawił notę 8,6/10 dla wersji na PC. Oceny z agregatorów GameRankings oraz Metacritic wynoszą odpowiednio dla wersji na PlayStation 84,38% oraz 86/100. Recenzenci IGN oraz GameSpot zwracają uwagę na dużą liczbę dostępnych trybów wyścigów oraz dobrą muzykę, zaznaczając jednocześnie, że czas ładowania w trakcie gry oraz jej rozdzielczość mogłyby być lepsze.